# Saint-Loup-de-Buffigny
 Saint-Loup-de-Buffigny  es una población y comuna francesa, en la región de Champaña-Ardenas, departamento de Aube, en el distrito de Nogent-sur-Seine y cantón de Romilly-sur-Seine-1.

## Demografía
| 150 | 137 | 141 | 154 | 161 | 164 |
| Para los censos de 1962 a 1999 la población legal corresponde a la población sin duplicidades (Fuente: INSEE [Consultar]) |     |     |     |     |     |